# (8580) Pinsky
(8580) Pinsky  es un asteroide perteneciente al cinturón de asteroides, descubierto el 14 de diciembre de 1996 por Paul G. Comba desde el Observatorio de Prescott, en Estados Unidos.

## Designación y nombre
Pinsky se designó inicialmente como 1996 WQ.
Más adelante fue nombrado en honor al Poeta y literato estadounidense  Robert Pinsky (n. 1940).

## Características orbitales
Pinsky orbita a una distancia media del Sol de 3,1115 ua, pudiendo acercarse hasta 2,6760 ua y alejarse hasta 3,5470 ua. Tiene una excentricidad de 0,1399 y una inclinación orbital de 12,1365° grados. Emplea en completar una órbita alrededor del Sol 2004 días.

## Características físicas
Su magnitud absoluta es 13,2. Tiene 13,732 km de diámetro. Su albedo se estima en 0,059.